# سوکوتای

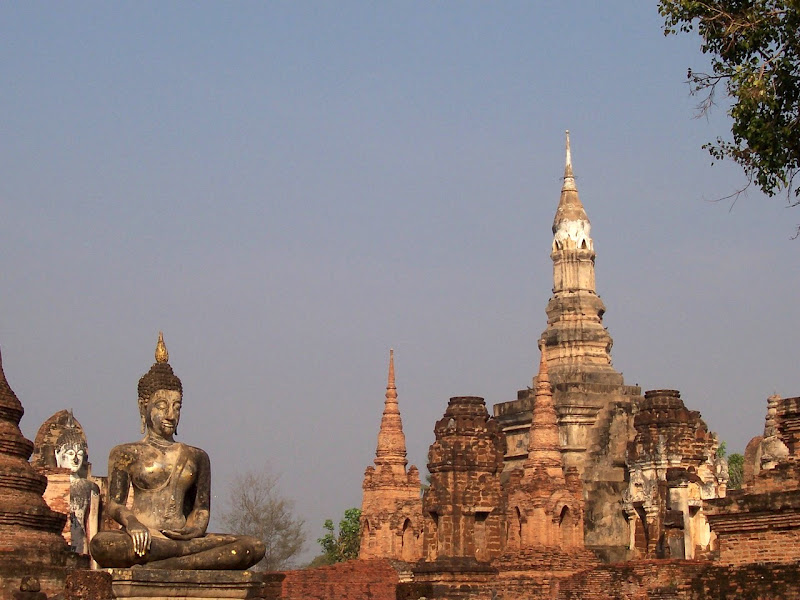
نمایی از معابد بودایی سوکوتای در بانگوک، تایلند - ۲۰۱۴

سوکوتای (به انگلیسی Sukhothai) پایتخت پادشاهی سوکوتای بوده است. این شهر در ۱۲ کیلومتری غرب سوکوتای تانی (سوکوتای جدید) قرار دارد. این شهر در سال ۱۲۸۳ پایه‌گذاری شده استو